# Ворт Тауншип (округ Сентер, Пенсільванія)
Ворт Тауншип (англ. Worth Township) — селище (англ. township) в США, в окрузі Сентр штату Пенсільванія. Населення — 725 осіб (2020).

## Демографія
Згідно з переписом 2010 року, у селищі мешкали 824 особи в 335 домогосподарствах у складі 249 родин. Було 387 помешкань
Расовий склад населення:
| - 98,3 % — білих - 0,4 % — чорних або афроамериканців - 0,2 % — азіатів |

До двох чи більше рас належало 1,0 %. Частка іспаномовних становила 1,0 % від усіх жителів.
За віковим діапазоном населення розподілялося таким чином: 19,8 % — особи молодші 18 років, 67,8 % — особи у віці 18—64 років, 12,4 % — особи у віці 65 років та старші. Медіана віку мешканця становила 44,0 року. На 100 осіб жіночої статі у селищі припадало 107,0 чоловіків;  на 100 жінок у віці від 18 років та старших — 100,9 чоловіків також старших 18 років.
Середній дохід на одне домашнє господарство  становив 69 161 долар США (медіана — 59 844), а середній дохід на одну сім'ю — 77 396 доларів (медіана — 67 500). Медіана доходів становила 50 096 доларів для чоловіків та 38 958 доларів для жінок. За межею бідності перебувало 7,0 % осіб, у тому числі 3,1 % дітей у віці до 18 років та 1,6 % осіб у віці 65 років та старших.
Цивільне працевлаштоване населення становило 408 осіб. Основні галузі зайнятості: освіта, охорона здоров'я та соціальна допомога — 37,3 %, виробництво — 12,5 %, будівництво — 11,5 %.